# Ryder Dodd
Ryder Michael Dodd (* 19. Januar 2006 in Long Beach, Kalifornien) ist ein Wasserballspieler aus den Vereinigten Staaten. Er gewann 2024 die olympische Bronzemedaille. 2023 siegte er mit dem Team der Vereinigten Staaten bei den Panamerikanischen Spielen.

## Sportliche Karriere
Ryder Dodd besuchte bis 2024 die High School in San Juan Capistrano. Ab 2024 studiert er an der University of California, Los Angeles und spielt für deren Sportteam.
Ryder Dodd debütierte 2023 in der Nationalmannschaft und spielte zu diesem Zeitpunkt sowohl in der Jugend-, der Junioren- und der Erwachsenen-Nationalmannschaft. Mit dem Junioren-Team wurde er 2023 Dritter bei der Juniorenweltmeisterschaft. Im gleichen Jahr wurde er mit der Nationalmannschaft Siebter bei der Weltmeisterschaft 2023. Bei den Panamerikanischen Spielen 2023 siegte das US-Team vor den Brasilianern. Ryder Dodd warf acht Tore im Viertelfinale und drei Tore im Halbfinale. 2024 erreichte die US-Mannschaft bei der Weltmeisterschaft 2024 nur den neunten Rang. Bei den Olympischen Spielen in Paris belegte das US-Team den dritten Platz in seiner Vorrundengruppe. Im Viertelfinale gewann das Team im Penaltyschießen gegen die Australier. Nach einem 6:10 im Halbfinale gegen Serbien bezwang die Mannschaft aus den Vereinigten Staaten im Spiel um Bronze die Ungarn im Penaltyschießen, nachdem es am Ende der regulären Spielzeit 8:8 gestanden hatte. Dodd warf im Viertelfinale und im Halbfinale jeweils ein Tor.
Ryder Dodds älterer Bruder Chase Dodd ist ebenfalls Wasserballnationalspieler.